# Атински олимпијски водени центар
Атински олимпијски водени центар (енгл. Athens Olympic Aquatic Centre) је део Атинског олимпијског спортског комплекса који се налази у Марусију, предграђу Атине (Грчка).
Изграђен је 1991. године за потребе XI Медитеранских игара. Састоји се од два спољашња и једног унутрашњег базена. Олимпијски центар је за потребе Летњих олимпијских игара 2004. додатно увећан и проширен. Већи спољашњи базен има капацитет од 11.500 места и користи се за такмичења у пливању и ватерполу. Мањи базен је капацитета 5.300 места и користи се за такмичења у синхроном пливању. Унутрашњи базен капацитета је 6.200 места и користи се за потребе скокова у воду.
Спољашњи базен је био предмет контроверзе током припрема за Олимпијске игре. Планирана је уградња крова који би заштитио пливаче од врелог атинског сунца. Међутим, план је касније одбијен.
Од августа 2015. се на спољашњем базену одржавају домаћа пливачка такмичења.